# Gluhač
Gluhač (primorska somina, gluhaćuša, fenička borovica, lat. Juniperus phoenicea) grm ili stablo porodice Cupressaceae. Sastavni je dio makije, vrlo je otporno pa podnosi suha i siromašna tla.
Gluhač naraste do šest metara u visine. Ima piramidalnu krošnju, i neugledne cvjetove koji cvatu od veljače do travnja. Češer mu je smolast trpkog okusa a listovi jajoliko romboidni

## Opis
Gluhač raste kao veliki grm ili malo stablo koje doseže 5–8 metara, debla do 1–2 metra u promjeru, te zaobljene ili nepravilne krošnje. Kora, koja se guli u trakicama, je tamna, sivkasto-smeđe boje. Listovi su u dva oblika, juvenilni igličasti listovi dugi 5–14 mm i široki 1 mm na sadnicama, te odrasli ljuskasti listovi dugi 1–2 mm na starijim biljkama, zelene do plavozelene boje. Raspoređeni su u nasuprotnim parovima od dekusata ili viticama od tri. Češeri su bobičastog oblika, promjera 6–14 mm, narančasto-smeđe boje, povremeno s ružičastim voštanim cvatom i sadrže 3-8 sjemenki. Sazrijevaju za oko 18 mjeseci, a uglavnom ih šire ptice. Muški češeri dugački su 2–4 mm, a polen puštaju u rano proljeće, te se oprašuju vjetrom.
- Okrugla krošnja
- Nepravilna krošnja
- Češeri
- Iglice
- Kora
- Gluhač na Kanarima

## Podvrsta
- Juniperus phoenicea var. turbinata (Guss.) Parl.

## Sinonimi
- Juniperus phoenicea Pall.
- Juniperus phoenicea subsp. eumediterranea P.Lebreton & Thivend
- Juniperus phoenicea var. lobelii Guss.
- Juniperus phoenicea var. lycia (L.) St.-Lag.
- Juniperus phoenicea var. malacocarpa Endl.
- Juniperus phoenicea f. megalocarpa Maire
- Juniperus phoenicea var. prostrata Willk.
- Juniperus phoenicea var. pyramidalis Carrière
- Juniperus phoenicea var. sclerocarpa Endl.
- Juniperus phoenicea subsp. turbinata (Guss.) Nyman[1]

## Vanjske poveznice
|  | Zajednički poslužitelj ima stranicu o temi Gluhač    |
|  | Zajednički poslužitelj ima još gradiva o temi Gluhač |
|  | Wikivrste imaju podatke o taksonu Gluhač             |